# Танірбергена Жайлибаєва
Танірберге́на Жайлиба́єва (каз. Тәңірберген Жайлыбаев) — село у складі Мактааральського району Туркестанської області Казахстану. Входить до складу Єнбекшинського сільського округу.
У радянські часи село називалось Трудове.
Населення — 2464 особи (2021; 2691 у 2009, 2322 у 1999, 2993 у 1989).